# مسابقات جهانی ژیمناستیک هنری ۲۰۰۶
مسابقات جهانی ژیمناستیک هنری ۲۰۰۶ سی و نهمین دوره مسابقات جهانی ژیمناستیک هنری است که در آرهوس، دانمارک از ۱۳ تا ۲۱ اکتبر ۲۰۰۶ میلادی برگزار شده است.

## جدول مدال‌ها
| رتبه | کشور                | طلا | نقره | برنز | مجموع |
| ۱    | چین                 | ۸   |      |      | ۸     |
| ۲    | رومانی              | ۲   | ۱    | ۱    | ۴     |
| ۳    | استرالیا            | ۱   | ۱    |      | ۲     |
| ۴    | ایتالیا             | ۱   |      | ۲    | ۳     |
| ۵    | بریتانیا            | ۱   |      |      | ۱     |
| ۵    | اوکراین             | ۱   |      |      | ۱     |
| ۷    | ایالات متحده آمریکا |     | ۵    | ۱    | ۶     |
| ۸    | ژاپن                |     | ۲    | ۱    | ۳     |
| ۹    | روسیه               |     | ۱    | ۱    | ۲     |
| ۱۰   | بلاروس              |     | ۱    |      | ۱     |
| ۱۰   | برزیل               |     | ۱    |      | ۱     |
| ۱۰   | بلغارستان           |     | ۱    |      | ۱     |
| ۱۰   | کره جنوبی           |     | ۱    |      | ۱     |
| ۱۰   | اسلوونی             |     | ۱    |      | ۱     |
| ۱۵   | آلمان               |     |      | ۳    | ۳     |
| ۱۶   | کانادا              |     |      | ۲    | ۲     |
| ۱۷   | هلند                |     |      | ۱    | ۱     |
| ۱۷   | یونان               |     |      | ۱    | ۱     |